# Aloe petricola
Aloe petricola ist eine Pflanzenart der Gattung der Aloen in der Unterfamilie der Affodillgewächse (Asphodeloideae). Das Artepitheton petricola leitet sich von den lateinischen Worten petra für ‚Fels‘ sowie -cola für ‚bewohnend‘ ab und verweist auf das Habitat der Art.

## Beschreibung

### Vegetative Merkmale
Aloe petricola wächst stammlos, einzeln oder in kleinen Gruppen. Die 20 bis 30 lanzettlich verschmälerten Laubblätter bilden dichte Rosetten. Die glauke Blattspreite ist etwa 60 Zentimeter lang und 10 Zentimeter breit. Auf der Blattoberfläche sind gelegentlich wenige, zerstreute Stacheln vorhanden. Auf der Unterseite stehen sie entlang eines stumpfen Kiels in der Nähe der Spitze. Die dunkelbraunen Zähne am Blattrand sind 5 Millimeter lang und stehen 15 Millimeter voneinander entfernt.

### Blütenstände und Blüten
Der Blütenstand besteht aus drei bis sechs Zweigen und erreicht eine Länge von bis zu 100 Zentimeter. Die sehr dichten, zylindrischen, leicht spitz zulaufenden Trauben sind 40 bis 50 Zentimeter lang. Die hellbraunen, eiförmig-spitzen Brakteen weisen eine Länge von etwa 12 Millimeter auf und sind 5 Millimeter breit. Nahe der Basis sind die stark zurückgeschlagen. Die grünlich weißen bis hellorangefarbenen Blüten stehen an 2 Millimeter langen Blütenstielen. Die leicht bauchigen Blüten sind 28 bis 30 Millimeter lang und an ihrer Basis verkehrt konisch. Oberhalb des Fruchtknotens sind die Blüten  erweitert. Ihre Perigonblätter sind auf einer Länge von 19 bis 20 Millimeter nicht miteinander verwachsen. Die purpurbraunen Staubblätter ragen 10 bis 12 Millimeter, der Griffel 12 Millimeter aus der Blüte heraus.

### Genetik
Die Chromosomenzahl beträgt {\displaystyle 2n=14}.

## Systematik und Verbreitung
Aloe petricola ist in der südafrikanischen Provinz Mpumalanga auf exponierten Sandsteinhängen und Granitfelsvorkommen in Höhen von 500 bis 1000 Metern verbreitet. 
Die Erstbeschreibung durch Illtyd Buller Pole-Evans wurde 1917 veröffentlicht.

## Nachweise